# 1961年3月中国大陆

## 3月4日
- 中华人民共和国国务院公布第一批全国重点文物保护单位，共180处[1]。